# حمية ميند
تدخل منطقة البحر الأبيض المتوسط-داش للتخلف عن التأخر في التغذية العصبية، أو بشكل أكثر شيوعًا، حمية ميند ، يجمع بين أجزاء من النظام الغذائي (النمط الغذائى لوقف ارتفاع ضغط الدم) والنظام الغذائي المتوسطي. وقد ثبت أن كل من نظام داش الغذائي والنظام الغذائي المتوسطي يحسّن من الإدراك ؛ ومع ذلك، لم يتم تطوير أي منهما لإبطاء تنكس عصبي (مثل مرض الزهايمر). لذلك، عمل فريق في المركز الطبي لجامعة راش، برئاسة مارثا كلير موريس (أخصائية التغذية الوبائية) ، على إعداد النظام الغذائي ميند. مثل النظام الغذائي داش والنظام الغذائي المتوسطي، ويؤكد النظام الغذائي ميند على تناول الفواكه والخضروات الطازجة والبقوليات. كما يتضمن النظام الغذائي ميند توصيات لأطعمة معينة، مثل الخضر الورقية والتوت، والتي ثبت علميا أنها تبطئ التدهور المعرفي. وقد أظهرت الأبحاث الحديثة أن النظام الغذائي ميند هو أكثر فعالية في الحد من التدهور المعرفي من النظام الغذائي المتوسطى أو داش وحدهم. أظهر اختبار إضافي أن مستوى الالتزام بحمية ميند يؤثر أيضًا على التأثيرات الوقائية للأعصاب في النظام الغذائي.

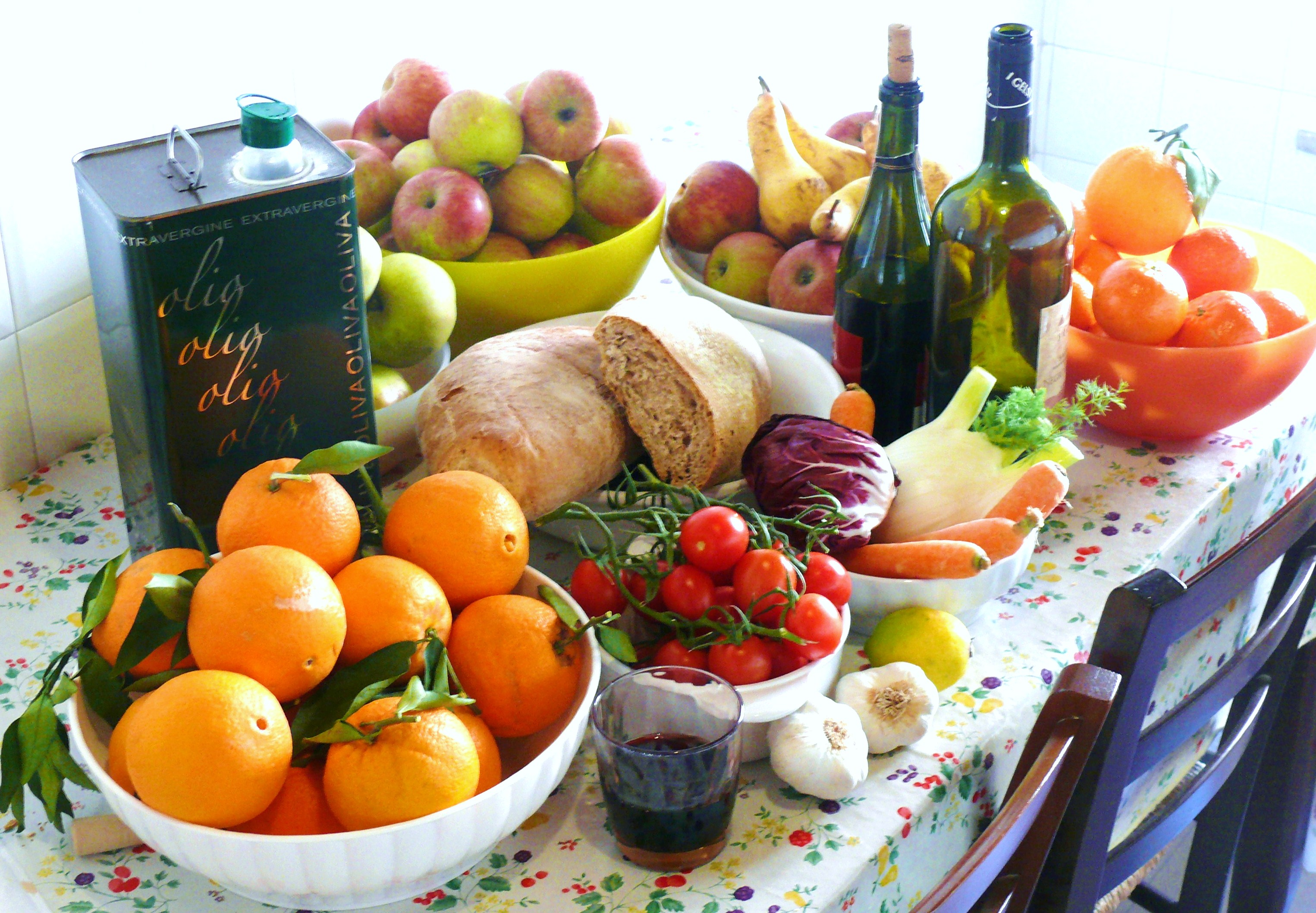
بعض المنتجات التي يتكون منها النظام الغذائي المتوسطي

## التوصيات
توصي حمية ميند بما يلي:
- الخضراوات الورقية الخضراء (مثل السبانخ وسلطة الخضر): ست حصص على الأقل في الأسبوع
- الخضروات الأخرى: واحد على الأقل في اليوم
- المكسرات: خمس حصص في الأسبوع
- التوت: حصتان أو أكثر في الأسبوع
- الفاصوليا: ثلاث حصص على الأقل في الأسبوع
- الحبوب الكاملة: ثلاث حصص أو أكثر في اليوم
- السمك: مرة واحدة في الأسبوع
- الدواجن (مثل الدجاج أو الديك الرومي): مرتين في الأسبوع
- زيت الزيتون: استخدمه كزيت طبخ رئيسي.
- النبيذ: كوب واحد في اليوم

لا يشجع النظام الغذائي على:
- اللحم الأحمر: أكثر من أربع حصص في الأسبوع
- الزبدة والماجرين الممسوح: أكثر من ملعقة طعام يوميًا
- الجبن: أكثر من حصة واحدة في الأسبوع
- المعجنات والحلويات: أكثر من خمس حصص في الأسبوع.
- الأطعمة المقلية أو السريعة: أكثر من وجبة واحدة في الأسبوع